# Dave Butz
Dave Butz (La Fayette, 23 de junho de 1950 – Condado de St. Clair, 4 de novembro de 2022) foi um ex-jogador profissional de futebol americano estadunidense. Ele foi campeão da temporada de 1987 da National Football League jogando pelo Washington Redskins.
Butz morreu em 4 de novembro de 2022, aos 72 anos de idade.